# (20024) Mayrémartínez
(20024) Mayrémartínez – planetoida z pasa głównego asteroid okrążająca Słońce w ciągu 4,31 lat w średniej odległości 2,65 j.a. Odkrył ją belgijski astronom Eric Walter Elst 30 stycznia 1992 roku w Europejskim Obserwatorium Południowym. Jej nazwa pochodzi od Mayré Martínez (ur. 1978) – wenezuelskiej piosenkarki.